# Jayar Davidov
Jayar Davidov (em hebraico: ג'יי אר דוידוב; Bersebá, 8 de outubro de 1979 – Ofakim, 7 de outubro de 2023), foi um oficial de polícia israelense que era comandante de polícia em Rahat e Superintendente-Chefe na Polícia de Israel. Davidov foi morto no impasse em Ofakim durante o ataque do Hamas a Israel em 2023.

## Carreira
Davidov iniciou seu serviço como oficial na Polícia de Fronteira de Israel e posteriormente atuou como chefe da delegacia de polícia em Ramat Negev e como Oficial de Inteligência em Be'er Sheva.
Em 2019, ele foi nomeado comandante da Unidade Central de Lakhish, uma das três unidades que compõem o Distrito Sul. Dentro do escopo da região estavam as principais organizações criminosas, incluindo numerosas organizações mafiosas originárias da Rússia, Geórgia e do Cáucaso, bem como chefes do crime local em Israel. Com dezenas de acusações contra criminosos de alto perfil e sua remoção física da região, ele era "o terror do crime organizado em Israel". Em 2021, a Unidade Central sob seu comando recebeu uma citação de excelência do Comissário de Polícia. Em dezembro de 2022, ele assumiu o cargo de chefe de polícia na cidade de Rahat, a única municipalidade em Israel da comunidade beduína com status de cidade.

## Morte
Em 7 de outubro de 2023, ele foi morto junto com três de seus oficiais em um confronto a tiros com militantes palestinos nas proximidades de Ofakim durante o início do conflito Gaza-Israel de outubro de 2023. No momento de sua morte, ele estava designado para liderar a fundação de uma nova Unidade Central para todo o Distrito Sul. No momento de sua morte, Davidov detinha a patente de Superintendente-Chefe.